# 李启东 (抗联将领)
李启东（1896年—1934年7月），别名李友白，朝鲜族，云南陆军讲武堂第十七期毕业生，曾在广州黄埔军校任助教，参加过北伐战争，后回满洲先后担任中共珠河中心县委军事委员，“珠河反日游击队”经济委员，“东北反日游击队哈东支队”（东北抗日联军第三军前身）经济部长等职，1934年被混入队伍的特务杀害。

## 生平
1896年，李启东出生于朝鲜王朝平安道，1919年参加三一运动，后流亡到满洲通化县。他在通化加入了朝鲜独立志士创办的“新兴士官学校”，1921年被送到云南陆军讲武堂第十七期步兵科学习。毕业后，他在广州黄埔军校任助教，并参加了北伐战争。大革命失败后，他回到满洲，先后在奉天兴京县和松江宁安东京城镇执教，并组建“青年会”、“少年先锋队”、“青年同盟”等群众组织。1930年，他在阿城加入中国共产党。同年5月1日，他组织阿城海沟一带群众前往哈尔滨参加中共满洲省委组织的五一反日游行。1932年9月，中共珠河中心县委成立，李启东当选委员，1933年6月任军事委员。:184-185:483:235:6
1933年6月，李启东被派到孙朝阳的义勇军做争取工作。当时赵尚志已在孙朝阳部任参谋长。在两人的努力下，孙朝阳部成为当时哈东地区主要的反日义勇军之一。同年秋，孙朝阳在战斗困难时刻思想发生动摇，后被特务离间，预谋杀害赵尚志和李启东（一说孙朝阳被日军诱骗杀害，他的叔兄思想动摇预杀两人:359）。队友王德全得知后，将此情况告知了赵尚志和李启东。两人随即与王德全、李根植、姜熙善、姜甘用、金昌满一起携枪脱离了孙朝阳的队伍，后在六道河子与中共珠河中心县委取得了联系。:15-17:186-187:483:252
1933年10月10日，中共珠河中心县委以赵尚志和李启东等7人为基础，增补李福林等6人，在三股流成立“珠河反日游击队”。赵尚志任队长，李福林任政治指导员（后任政委兼党支部书记:113），李启东任经济委员，负责军需供应:20-23:252。游击队主要活动在珠河三股流、乌吉密、帽儿山等地，建立起以三股流、石头河子为中心方圆五、六十里的珠河抗日根据地。1934年5月，游击队攻打哈尔滨附近重镇宾县县城。为能摧毁县城防御工事，李启东与战士们研制出一门可装几十斤火药的木炮。游击队利用这门木炮在宾县南城门打开了缺口冲入城内。当时的《盛京时报》对此役进行了报道，民间出现了“木炮打宾州，声威震敌胆”的说法。1934年6月28日，珠河游击队改名为“东北反日游击队哈东支队”，李启东任经济部长。同年7月，他在宾县乔家崴子去给三纵队发饷的路上被混入队伍的特务周光亚杀害，时年38岁:187-188:483:252-255。